# Gustaf Ander
Ernst Gustaf Henrik Ander, född 16 maj 1912 i Karlstad i Värmlands län, död 19 augusti 2000 i Karlstads domkyrkoförsamling, var en svensk tidningsman. Han var son till direktören Ernst Ander och Anna, ogift Gustafsson.
Ander övertog efter faderns död 1939 ledningen för Nya Wermlands-Tidningen, som han sedan kom att leda fram till slutet av 1970-talet. Under hans tid som ledare kom familjens inflytande inom svensk landsortspress att växa. På 1940-talet övertogs Säffle-Tidningen, Arvika Tidning och Karlskoga Tidning, senare Skaraborgs Läns Allehanda, Mariestads-Tidningen, Hjo Tidning och Filipstads Tidning. År 1962 uppgick Arvika Tidning i Arvika Nyheter. Nordvästra Skånes Tidningar köptes 1979 och Enköpings-Posten 1983.
Han gifte sig 1937 med Anne-Marie Linnander (1914–2009). Deras söner Lars Ander och Staffan Ander tog över ledningen för Nya Wermlands-Tidningen i slutet av 1970-talet. Victoria Svanberg är en dotterdotter. Makarna Ander är begravda på Ruds kyrkogård i Karlstad.